# 张克辛
张克辛（1908年—1999年），曾用名张衍，江苏沭阳县汤涧乡人。中国人民解放军开国大校。

## 生平
生于私垫教师家庭。1921年考入了省立一中（今南京一中），读完了初中和高中。
1927年2月读高中时经国民党秦淮区党部书记长谢伏初（同时任中共秦淮区支部书记）介绍加入中国共产党。四一二事件后失去组织关系。1927年底，考入上海同济大学医学系，1928年因家庭困难辍学。1928年至1932年间辛辗转南京、上海、北平等地参加抗日救亡学生运动。1933年参加了冯玉祥察哈尔民众抗日同盟军，在同盟军北路总指挥吉鸿昌部任上校情报处长、旅长、少将参议等职。1933年下半年返回苏北老家。1934年底在南京创办抗日刊物《国内新闻周报》，1935年春被捕，以“受赤共分子影响、危害民国治安”罪行判刑六年。1937年8月19日抗战爆发后被党组织营救保释出狱。经娄光琦介绍赴延安，途径河南南阳，经郭以青动员，1937年11月下旬入河南大学抗敌训练班（简称河大“抗训班”）学习。该班由国民党河南省党部文化动员委员会委员、河南大学文学院院长萧一山挂名主任，进步教授嵇文甫、范文澜任副主任。河南省委派刘子厚（化名马致远）以八路军代表身份任军事教官，派冯纪新为总队长任地下党支部书记。12月下旬，抗训班因日机轰炸结束，组成河大抗敌训练班农村工作服务团（简称服务团）。团长范文澜，副团长嵇文甫、张师亮、徐述之，总队长冯纪新（仍任党支部书记），在河南等地从事抗日宣传，1938年元月抵舞阳改名为河南省战时教育促进团（简称战教团），在豫南一带开展抗日救亡活动。张克辛随团活动。1938年3月初入彭雪枫在竹沟新四军第四支队第八团队留守处举办的军政教导大队第一期学习，被选拔为分队长兼教育干事。经组织审查，1938年3月18日由新四军第四支队第八团竹沟留守处民运股长、竹沟中心区委书记娄光琦、马致远（刘子厚）介绍重新入党。1938年5月下旬毕业后，被分配到国民革命军第十军团政治部，协助第六十九军政治部主任张友渔开展对石友三部的统战工作。1938年11月，被苏鲁豫皖边区省委调任山东省第八区保安司令部政治部主任，负责厉文礼部的统战工作。1939年2月，山东分局决定成立苏皖边特委，张克辛奉命回家乡的海属东（海）灌（云）沭（阳）地区建党、搞武装。1939年4月10日在沭阳县李恒庄召开八路军山东纵队陇海南进支队（司令员兼政委钟辉）第三团成立大会，东(海)灌(云)沭(阳)边区抗日游击总指挥部共一千多人整编为第三团，总指挥汤曙红任团长，山东分局特派员张克辛任副团长，周瑞迎（延安干部）任政委，陈飞任政治处主任。第三团下设四个营（后增加第五营）：
- 第一营：汤沟、李恒庄自卫队
- 第二营；灌云张店盐河东自卫队
- 第三营：沭阳胡集、钱集附近的自卫队
- 第四营：1939年4月中旬在沭阳县西北、东海县之西张谷庙成立 由海西支部领导的青救团武装队、高流镇和颜集地区自卫游击队及国民党三区区长韩砚耕带过来之区队一个排编成。

1939年7月15日汤曙红被沭阳县常备大队杀害后，张克辛继任八路军陇海南进支队第三团团长，海属中心县委书记，新四军第三师第十旅兼淮海军分区参谋长，淮海军分区副司令员兼参谋长。1948年10月苏北军区一、九两个军分区所辖6个团为基础，成立长江纵队，张震东为司令员，张克辛任副司令员，与守备苏州的青年军第202师作战。1949年初泰州军分区部队整编为“华东警备第六旅”任旅长。1949年4月23日渡江战役后任常州军分区司令员等职。
1949年后，任海军舟山基地参谋长，华东军区工程兵副主任，济南军区装甲兵参谋长等职。
1955年被授予大校军衔。1958年11月转业，任江苏省机械工业厅副厅长。1985年中组部批准定为副省长级离休干部。